# 门西荷花塘历史文化街区
门西荷花塘历史文化街区是入选江苏省历史文化街区名单的南京市城区的9个历史文化街区之一，位于南京市秦淮区。
门西荷花塘历史文化街区划定的范围为：东至水斋庵、磨盘街、中山南路一线，南至南京城墙，西至鸣羊街，北至殷高巷、荷花塘、南华汽车销售公司南边界一线。